# Albert von Maybach
Arnold Heinrich Albert von Maybach, född 29 november 1822 i Abdindorf vid Werne, död 20 januari 1904 i Charlottenburg, var en preussisk ämbetsman.  
Maybach blev 1863 chef för Preussiska östbanan och 1867 chef för de preussiska statsjärnvägarna i provinsen Hannover, var 1874–1876 chef för den nyinrättade tyska riksjärnvägsstyrelsen, men kunde mot de mellantyska förbundsstaternas motstånd ej genomföra sin och Otto von Bismarcks plan på ett riksjärnvägsnät. Han var 1878–79 preussisk handelsminister samt 1879–1891 minister för allmänna arbeten. 
Det är Maybachs förtjänst att största delen av de enskilda preussiska järnvägarna övergick i statens ägo. Han upphöjdes 1888 i adligt stånd.